# Ульяново (Могилёвская область)
Улья́ново (бел. Ульянава) — упразднённый населённый пункт, бывшая деревня в составе Новобыховского сельсовета Быховского района Могилёвской области Республики Беларусь.

## Географическое положение
Расположена на реке Адаменке.

## Население
- 1926 год — 84 жителя
- 1982 год — 22 жителя
- 2007 год — 4 жителя
- 2009 год — 0 жителей